# Ukrainskt medborgarskap

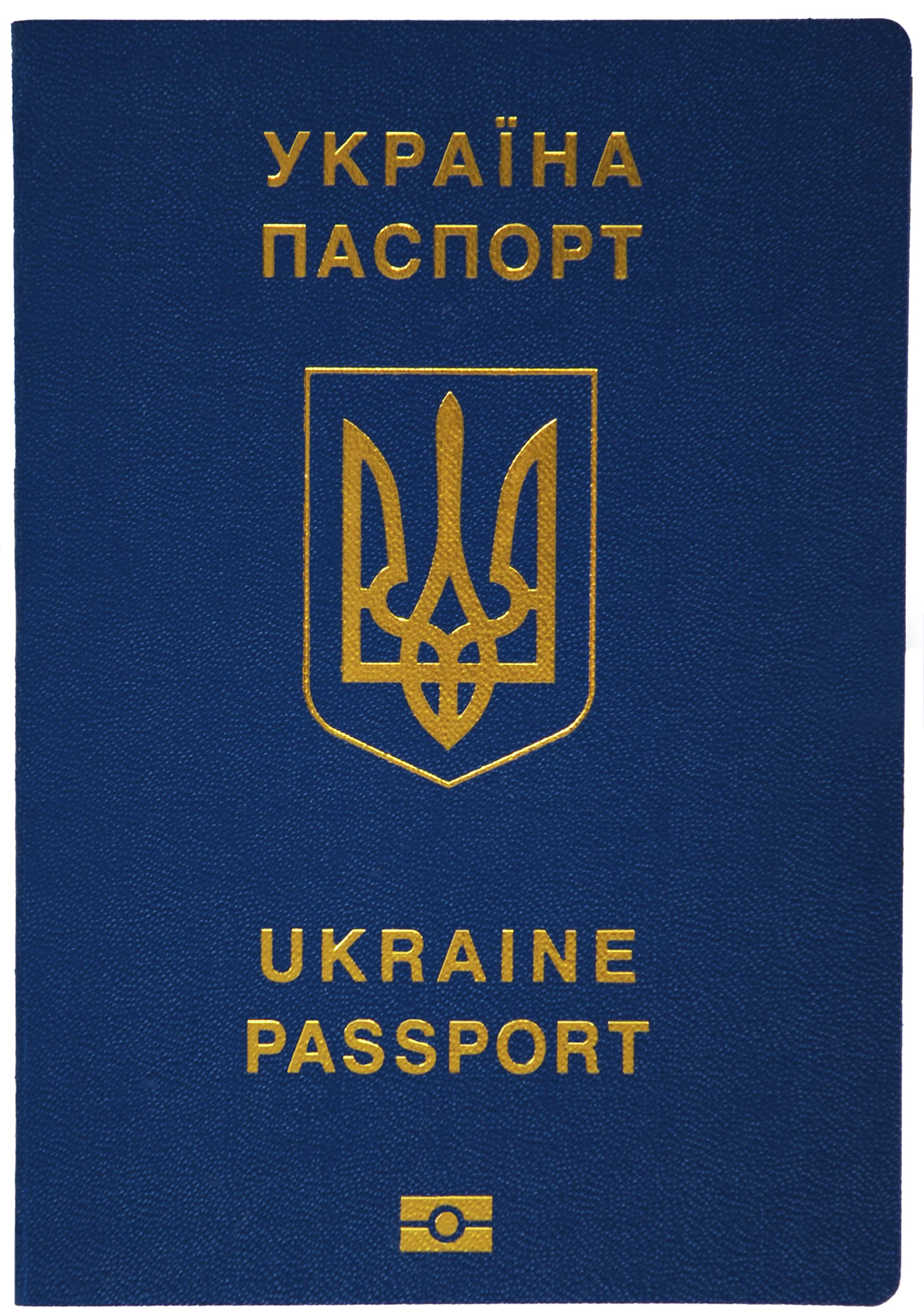
Det ukrainska passet som landets medborgare kan ansöka

Det ukrainska medborgarskapet är den legala förbindelsen mellan en privatperson och republiken Ukraina.

## Medborgarskapet genom födelse
En person räknas som infödd ukrainsk medborgare om åtminstone en av hans eller hennes föräldrar har haft landets medborgarskap vid barnets födelse. Alla barn som adopteras av ukrainare eller som har blivit ställda under förmyndare av en ukrainsk medborgare, räknas också som infödda ukrainska medborgare.
Barn som är födda i Ukraina kan räknas som infödda medborgare om de uppfyller åtminstone ett av följande krav:
- han eller hon är ett hittebarn vars föräldrar är okända
- åtminstone en av barnets föräldrar har tillbringat sitt liv i Ukraina som statslös person eller flykting

## Medborgarskapet genom ansökan
Man kan få det ukrainska medborgarskapet genom ansökning om man fyller följande krav:
- han eller hon erkänner och följer Ukrainas grundlag
- han eller hon bevisar att ha avstått från alla andra möjliga medborgarskap
- han eller hon har varit bosatt i Ukraina åtminstone för 5 år (2 år om han eller hon är gift med en ukrainsk medborgare)
- han eller hon tillbringar sitt liv i Ukraina lagligt
- han eller hon förstår det ukrainska språket
- han eller hon  kan försörja sig i Ukraina lagligt

Minderåriga mellan 14 och 18 år kan lämna in ansökan efter dem har själv gett sitt samtycke.

## Dubbelt medborgarskap och medborgarskaps förlorande
Lagen i Ukraina erkänner inte dubbelt medborgarskap, men hindrar inte heller en individ att ha det. Personer som ansöker om ukrainskt medborgarskap måste avstå från andra länders medborgarskap senast 2 år efter sin naturalisering, och ha bevis på detta.
Det är möjligt att förlora det ukrainska medborgarskapet om man har fått det genom till exempel falska bakgrundsuppgifter.
År 2021 anmälde presidenten Volodymyr Zelenskyj att han vill legalisera dubbelt medborgarskap.
I december 2022 anmälde Ukrainas regering att sådana ukrainare som bor i ockuperade landområden och har tvingats att ta emot ett ryskt pass inte förlorar sina ukrainska pass. Orsaken till detta är att Ukraina inte erkänner ryska pass som har beviljats av ryska myndigheter i de ockuperade ukrainska regionerna.